# Eric Delko
El detective Eric Delko es un personaje ficticio de la serie de CBS CSI: Miami. Es interpretado por el actor Adam Rodríguez.

## Biografía
Eric Delko nació en La Habana, Cuba, el 18 de diciembre de 1976. Su apellido original era Delektorsky, su padre adoptivo, Pavel, es de nacionalidad rusa que había sido asignado a La Habana durante la década de 1960 y se casó con una cubana llamada Carmen, con quien tuvo tres hijas. Cuando la madre de Eric estaba embarazada de él, su padre decidió que quería una vida mejor para su familia, por lo que trasladó a la familia a Miami poco después. También acortó el apellido a Delko, en un esfuerzo de americanización. Eric se entera, ya tarde (en la temporada 7), que su padre biológico, Alexander Sharov, es el jefe de la mafia rusa.
Eric inicia una relación con Calleigh Duquesne interpretada por Emily Procter en la temporada 7.
- Datos: Q2692448